# Новораспахана
Новораспахана (рос. Новораспаханная) — присілок в Вілегодському районі Архангельської області Російської Федерації.
Населення становить 153 особи. Входить до складу муніципального утворення Вілегодський муніципальний округ.

## Історія
До 2020 року входихо до складу муніципального утворення Вілегодське муніципальне утворення.

## Населення
| 2002 | 2010 | 2012 |
| ---- | ---- | ---- |
| 157  | ↘128 | ↗153 |